# Bob Samuelson
Robert Lewis Samuelson (Port Jefferson, 30 de julho de 1966) é um ex-jogador de voleibol dos Estados Unidos que competiu nos Jogos Olímpicos de 1992.
Em 1992, ele fez parte da equipe americana que conquistou a medalha de bronze no torneio olímpico, no qual atuou em oito partidas.